# Rosstäuscher
Die Begriffe Rosstäuscher (auch Rosskamm genannt) und Rosstäuscherei stammen aus dem Handel mit Pferden. Rosstäuscher bezeichnete zunächst nur einen Pferdehändler, der die Tiere gegen Geld oder gegen andere Ware eintauscht, später (auch schon im Mittelalter, z. B. um 1400: „also mag man da mit under rosstuschern ... vil trogenhait und beschissenhait triben“.) war die Rosstäuscherei vor allem ein betrügerisches Verhalten eines Händlers, der Kunden mit verschiedenen Tricks über Gesundheitszustand, Alter und Wert des Pferdes täuscht.
Aus dem Pferdehandel stammen Redewendungen wie „jemandem auf den Zahn fühlen“. Diese stammt von der Praxis, das wahre Alter eines Pferdes an der Struktur seines Gebisses zu erkennen (siehe Zahnaltersbestimmung). Der sprichwörtlich berühmte „Pfeffer im Arsch“ stammt ebenfalls aus diesem Metier.

## Beispiele für Rosstäuscherei
Man färbte beispielsweise Pferden die Mähne oder das Fell, um das Alter zu kaschieren oder über optische Mängel hinwegzutäuschen, verschloss Schadstellen an den Hufen mit geeigneten Materialien, beschnitt ihnen das Haar an Ohren und Schweif, um sie jünger wirken zu lassen, oder veränderte zu diesem Zweck gar ihr Gebiss (Verhauen oder Kontermarke). Ein ähnlich gravierender Eingriff war das Ohrenaufsetzen. Diese Manipulation hatte eine Straffung der Haut zwischen den Ohren und damit eine attraktivere Stellung der Ohren des Pferdes zum Ziel. Ein Teil der Haut zwischen den Ohren des Pferdes wurde entfernt und der Rest eng vernäht.
Der Gebrauch von Schmerz- oder Beruhigungsmitteln oder auch von aufputschenden Präparaten wie Arsen gehörte zu den Methoden der Rosstäuscherei; neben medikamentösen Aufputschmitteln waren jedoch auch Dressur oder leichtere Schmerzreize üblich, um die Pferde agiler wirken zu lassen, als sie eigentlich waren.
Gelegentlich wurden Pferde auch als schlechter dargestellt, als sie waren, um eine Enteignung oder Beschlagnahme durch Landesherren, Militär oder Ähnliche zu verhindern. Dies geschah z. B. durch Nägel im Huf, festgezurrte Haare an den Fesseln und andere Schmerz oder Verwirrung hervorrufende Maßnahmen.

## Gegenmaßnahmen in der Vergangenheit
Opfer eines Betruges im Handel mit Pferden zu werden, war keine Bagatellangelegenheit, sondern da das Pferd als Transport- und Reittier oder auch beim Ackerbau gleichermaßen von existentieller Bedeutung war, wogen Schäden für die Betroffenen schwer. Das erforderte besondere Maßnahmen zur Aufklärung, um Betrugsdelikte zu vermeiden. Zu den ersten, die sich auch schriftlich darüber äußerten und eine Art Anleitung zum Schutz vor der Rosstäuscherei schufen, gehörten der kaiserliche Oberstallmeister Baron Friedrich Wilhelm von Eisenberg und der kursächsische Universitätsstallmeister Johann Friedrich Rosenzweig. Letzterer hielt an der Universität Leipzig auch die als Stallmeistervorlesungen in die Universitätsgeschichte eingegangenen Veranstaltungen, bei denen neben der Pferdehaltung, den Krankheiten von Pferden und deren Behandlung auch der Schutz vor der weit verbreiteten Rosstäuscherei eine wesentliche Rolle spielte. Schon im Zedlers Universallexikon bekommt man einen Eindruck von der Tragweite der Rosstäuscherei. In dem betreffenden Artikel wird auf ein Werk von Johann Ferdinand Beham von 1684 verwiesen, das dieses Problemfeld beinhaltet.

## Rechtliches
Stellt ein Pferdekäufer innerhalb von vierzehn Tagen nach dem Kauf fest, dass das Pferd an Dummkoller oder Dämpfigkeit leidet, so muss davon ausgegangen werden, dass das Tier auch schon zum Zeitpunkt des Verkaufs krank war, und der Verkäufer muss für den Schaden einstehen – so die Regelung in Österreich.
Da Tiere gemäß § 90a BGB in Deutschland zwar keine Sachen sind, jedoch wie solche zu behandeln sind, gilt auch für sie das Gewährleistungsrecht. Pferde können deshalb z. B. zurückgegeben werden, wenn sie die vereinbarte Beschaffenheit (z. B. Gesundheit, Ausbildung) nicht haben.

## Übertragene Bedeutung
Heute wird der Begriff Rosstäuscherei auf viele Arten des Betruges durch Schönfärberei, unrepräsentative Präsentation, Kaschieren von Makeln oder gezieltes Weglassen von Informationen metaphorisch angewendet. Insbesondere im Gebrauchtwagenhandel ist das Geschäftsgebaren verbreitet.

## Historische Literatur (Auswahl)
- Johann Ferdinand Behams J.U.D. ... Von Roßtauscher-Recht : neun und achtzig außerlesene Decidirte Casus und Resolvirte Fragen ..., Zieger: Nürnberg 1684.
- Gerhard Eis: Meister Albrants Roßarzneibuch. Konstanz 1960.
- Friedrich Wilhelm von Eisenberg: Entdeckte Roßtäuscherkünste zur Vermeidung der Betrügereyen bey dem Pferdekaufen, mit Anmerkungen, Erläuterungen und Zusätzen von Johann Friedrich Rosenzweig. Leipzig 1780.
- Christian Ehrenfried Seyfert von Tennecker: Lehrbuch des Pferdehandels und der Roßtäuscherkünste. Hannover 1822.
- Anton Engelhart: Kleines Handbuch für Pferdekäufer Oder gründliche Anweisung, die Fehler, Schönheiten ct. eines Pferdes ausfindig zu machen und die Rosztauscherkünste zu entdecken, nebst Angabe der vorzüglichsten Regeln beim Pferdeeinkaufe. Quedlinburg, Leipzig 1834.
- Abraham Mortier, gen. Mortgen, Pferdehändler, und T.F. Lentin: Geheimnisse des Pferdehandels. Ein Taschenbuch für Pferdekenner und Pferdeliebhaber. Ergebnisse einer mehr als siebzigjährigen Ausübung des Pferdehandels, nebst einem Anhange, selbsterlebte Anekdoten im Pferdehandel enthaltend. Oranienburg 1884.

## Rosstäuscher in der Literatur und im Film
Die Sage Der spiritus familiaris des Rosstäuschers erzählt von einem Rosstäuscher, der kurz hintereinander acht Pferde verliert, mit Hilfe einer geheimnisvollen Macht wieder zu Reichtum kommt und diesen wieder verliert, weil er ein Gebot, das an diesen Reichtum geknüpft ist, nicht einhält.
Die Farce Der geprellte Rosstäuscher von Ludwig Aurbacher geht zunächst scheinbar auf den Trick, Pferde zu färben, ein, denn dem Käufer wird geraten, das Pferd in näherer Zukunft nicht mit Wasser in Berührung zu bringen. Als er doch in eine Schwemme reitet, löst sich das Pferd in nichts bzw. ein Strohbündel auf. Die gleiche Episode aus dem Leben Fausts erzählt auch Gustav Schwab.
Christopher Marlowes Stück Dr. Faustus bringt wie Aurbacher die Rosstäuscherthematik mit der Faustüberlieferung in Zusammenhang.
Von Annette von Droste-Hülshoff stammt das Werk Der Rosstäuscher.
Im Jahr 1920 erschien der Roman Der Rosstäuscher von Emil Scholl.
Otfried Preußler lässt in seinem Buch Krabat ähnlich wie Aurbacher Zauberkünste bei der Täuschung der Geschäftspartner mitwirken.
In Astrid Lindgrens Jugendbuch Rasmus, Pontus und der Schwertschlucker wird über das gängige Mittel, alte Mähren mit Arsen aufzuputschen, berichtet.
Eine der Folgen der Fernsehserie Königlich Bayerisches Amtsgericht trägt den Titel Der Rosstäuscher.